# Coles Pond (Newfoundland en Labrador)
Coles Pond is een meer in de Canadese provincie Newfoundland en Labrador. Het 10,8 km² metende en erg onregelmatig gevormde meer bevindt zich op het Great Northern Peninsula, in het uiterste noorden van het eiland Newfoundland.

## Geografie

### Ligging
Coles Pond bevindt zich in het noordoostelijke gedeelte van het Great Northern Peninsula. Het is een van de grootste meren van dat schiereiland. Het meer bevindt op 10 km ten noordwesten van Conche en 12 km ten zuidwesten van Croque.

### Beschrijving
Het hoofdgedeelte van Coles Pond ligt in het noorden, waar het langs zijn noordwest-zuidoostas een lengte van ruim 7 km heeft. Door allerhande inhammen, versmallingen en verbredingen variëren de breedtes zeer sterk met een maximumbreedte van 3 km en een minimumbreedte van 90 m.
In het uiterste noordwesten bevindt zich een zuidwaartse aftakking die op het smalste punt slechts 25 meter breed is en die uiteindelijk leidt naar een ander meergedeelte. Dat gedeelte is via een gelijkaardige zeer smalle zuidwaartse versmalling met een derde meergedeelte verbonden. Coles Pond watert via dat laatste gedeelte via een beek genaamd Northeast Brook af naar Chimney Bay. De gehele zij-arm is zo'n 7 km lang

## Faciliteiten
Een tiental grindwegen en enkele paden leiden naar verschillende oevergedeeltes van het meer. De meesten zijn aftakkingen van Coles Pond Road, een zogenaamde forest resources road die verbonden is met provinciale route 434.
Er staan langs verschillende gedeelten van de zuidoever opgeteld enkele tientallen vakantiehuizen en blokhutten die via deze grindwegen bereikbaar zijn. Deze worden gebruikt ter recreatie en als uitvalsbasis voor de jacht en visvangst. De jonge leden van de Apostolic Faith Church van het nabijgelegen Roddickton houden hun jaarlijks jeugdkamp aan de oevers van Coles Pond.